# Rhodacmea
Rhodacmea é um género de gastrópode  da família Ancylidae.

## Espécies
Este género contém as seguintes espécies:
- Rhodacmea cahawbensis B. Walker, 1917
- †Rhodacmea crepida Pierce, 2014
- Rhodacmea elatior (J. G. Anthony, 1855)
- Rhodacmea filosa (Conrad, 1834)
- Rhodacmea hinkleyi (B. Walker, 1908)